# Cyanomitra alinae
Cyanomitra alinae là một loài chim trong họ Nectariniidae.